# 대한민국고엽제전우회
대한민국고엽제전우회(大韓民國枯葉劑戰友會, Disabled Veteran's Association by Agent-Orange of the Republic of Great Korea) 또는 고엽제전우회는 1993년 3월 10일 대한민국에서 고엽제 환자지원에 관한 법률 제정에 따라 설립된 베트남전 참전 고엽제 후유증 환자들의 모임 단체이다.

## 설립 근거
- 고엽제후유의증 등 환자지원 및 단체설립에 관한 법률 제9조[1]

## 주요 활동
- 1991년 7월 24일: 해병대 해외참전전우회 설립 및 고엽제대책본부 발족 (회장 고광수 해병대 예비역장군, 대책본부장 이형규)
- 1993년 6월 10일: 해병대고엽제전우중앙회 서울시에 단체 등록 (회장 이형규)
- 1997년 12월 10일: 사단법인 월남참전고엽제후유의증전우회 설립 허가 (민법 제 32조 및 국가보훈처 비영리법인 설립 및 감독에 관한 규칙 제7조)
- 2001년 11월 27일: 대한민국고엽제후유의증전우회 제2대 회장 양상규 국가보훈처장 승인
- 2002년 2월 26일: 제주도 지부 창립
- 2009년 7월 18일: 월남참전 제45주년 및 참전기념탑 제막식
- 2011년: 좌파 곽노현 서울시 교육감 규탄대회, 부실무상급식 반대규탄대회 개최, 복지포퓰리즘 추방 국민운동본부 창립대회, 박정희 대통령 독재정권 망언한 김영삼 前대통령 규탄대회, 북한3대 세습 규탄 및 북핵 폐기 촉구 대회, 종북좌파세력 척결 및 북한민주화 촉구 집회등 외 참여
- 2014년: 천주교 정의구현사제단 규탄대회, 내란음모 이석기 중형촉구대회, 반국가 종북세력 척결 제20차 국민대회등 외

## 연혁
- 1991년 7월 24일: 해병대 해외참전전우회 설립 및 고엽제대책본부 발족
- 1997년 12월 10일: 사단법인 월남참전고엽제후유의증전우회 설립 허가
- 2000년 4월 15일: 사단법인 대한민국고엽제후유의증전우회로 명칭 변경
- 2005년 11월 29일: 국가보훈처장으로부터 제4대 회장 석정원 승인 및 명칭을 “대한민국고엽제후유의증전우회”에서 “대한민국고엽제전우회”로 변경 승인
- 2007년 12월 21일: 「국가유공자 예우 및 지원에 관한 법률」에 따른 「고엽제후유의증환자 지원에 관한 법률」 제9조에 의거 공법단체로 승격

## 조직
- 총회
- 이사회
- 감사

#### 대한민국고엽제전우회장

##### 사무총장
- 기획실
- 조직선도국
- 홍보국
- 호국안보국
- 구급대

##### 사업본부장
- 복지국
- 사업소

## 수익 사업

### 종량제봉투 제조
대한민국고엽제전우회는 "대한민국고엽제전우회 수지사업소"(상호: 대한민국고엽제전우회, 사업자등록번호: 310-82-05271)라는 종사업장을 통해 쓰레기 종량제 봉투 제작 사업을 하였다. 고엽제전우회는 충청남도 홍성군 지정리 691-1의 (주)신화 공장을 임차하고, 신화에 제조 의뢰를 맡겼다. 2017년 수지 사업 매출은 2017년 66억원이었다.
2019년 경 신화가 파산 위기에 몰려 소유한 토지 및 건물(공장)이 대전지방법원 홍성지원 경매2계를 통해 경매에 부쳐졌고, 이후 폐업하여 대한민국고엽제전우회는 수지 사업을 종료하였다.

## 같이 보기
- 대한민국 어버이연합